# Juan Carlos Colman
Juan Carlos Colman (Concordia, Entre Ríos, 15 de diciembre de 1922 - 15 de septiembre de 1999), también conocido por su apodo «Comisario», fue un futbolista argentino que se desempeñaba en la posición de defensor central.

## Biografía
Marcador Central. Ganó un título (Campeonato 1954). Jugó en la Selección Argentina 7 partidos mientras fue jugador de Boca Juniors, desde el 29/03/1950 ante Paraguay (4 a 0). 
Surgido de Newell's Old Boys, de donde vino junto a Julio Elías Musimessi, pasando de "Sargento" (como se lo conocía en Rosario) a "Comisario" (como se lo conoció en Boca). Imponía respeto con su estilo de marcar, que se hacía sentir. Arriesgado, espectacular cuando se tiraba a los pies para quitar, era impasable de abajo. En 1953 fue elegido el mejor back del mundo, cuando Boca hizo una gira por el continente europeo. En el partido ante Ferro del torneo del 54', se abrió la cabeza en un choque y para no salir (porque no había cambios) pasó a jugar de wing, pero el partido se complicó y el DT Ernesto Lazzatti lo mandó a volver a su puesto, y así, sangrando y con la cabeza con vendas, aguantó todo el partido. 
Falleció a los 76 años en 1999. 

## Palmarés

### Campeonatos nacionales
| Título           | Club         | País      | Año  |
| ---------------- | ------------ | --------- | ---- |
| Primera División | Boca Juniors | Argentina | 1954 |